# Hainesville
Hainesville és una vila dels Estats Units a l'estat d'Illinois. Segons el cens del 2004 tenia 3.444 habitants.

## Demografia
Segons el cens del 2000, Hainesville tenia 2.129 habitants, 701 habitatges, i 586 famílies. La densitat de població era de 472,4 habitants/km².
Dels 701 habitatges en un 54,4% hi vivien nens de menys de 18 anys, en un 75,2% hi vivien parelles casades, en un 6,3% dones solteres, i en un 16,4% no eren unitats familiars. En l'11,7% dels habitatges hi vivien persones soles l'1,3% de les quals corresponia a persones de 65 anys o més que vivien soles. El nombre mitjà de persones vivint en cada habitatge era de 3,04 i el nombre mitjà de persones que vivien en cada família era de 3,33.
Per edats la població es repartia de la següent manera: un 34,5% tenia menys de 18 anys, un 4,7% entre 18 i 24, un 48,5% entre 25 i 44, un 9,4% de 45 a 60 i un 2,9% 65 anys o més.
L'edat mediana era de 30 anys. Per cada 100 dones de 18 o més anys hi havia 97,7 homes.
La renda mediana per habitatge era de 69.938 $ i la renda mediana per família de 73.828 $. Els homes tenien una renda mediana de 55.353 $ mentre que les dones 33.750 $. La renda per capita de la població era de 22.250 $. Aproximadament el 2,6% de les famílies i el 3,9% de la població estaven per davall del llindar de pobresa.

## Poblacions més properes
El següent diagrama mostra les poblacions més properes.